# Castell de Toudell
El Castell de Toudell és un castell del municipi de Viladecavalls (Vallès Occidental) declarada bé cultural d'interès nacional.

## Descripció
El castell feudal de Toudell s'alça dins els termes de l'antiquíssim Castell de Terrassa, a l'extrem del mateix planell on es troba l'ermita romànica de Sant Miquel de Toudell, lloc encinglerat, des d'on es domina la Vall del Rieral de Gaià i el Turó de Can Mitjans.
Del Castell de Toudell queden fragments de les seves parets, a més dels consegüents munts de rocs i pedres escampades per l'entorn. La seva estructura era molt complexa, formada per diferents àmbits entre els quals destaca una torre, de la qual es conserva un potent enderroc.

## Història
El topònim fou documentat el 986.
Possiblement els Senyors de Toudell van residir al castell des de finals del segle xi. L'esment del "Castro de Toudello" és del 1244, temps en què ja existia l'Església de Sant Miquel, donada el 1159 per Allegret de Tuldell a "Deo et eccleasiae Sanctae Mariae et Sancti Petri de Egara et Geraldo, Priori ejusdem loci et canonicis Sancti Rufi".
Resta importància al castell diversos factors: la brevetat del seti que ocuparia el castell; la dependència de Terrassa; la indicació, en el 1287, de "domo et fortitudinis de Toudello" no pas pròpiament castell; i la confrontació d'aparèixer contemporàniament les expressions, positives, "catrum meum vocatum de Toudello" i "ipsum castellum" amb les negatives, pel concepte de quadra que aporten registres dels anys 1358, 1365-1370 i enllà.
En la propietat, s'observen (segle XIV) les famílies Montornès i Parent.
L'any 2005 es va portar a terme una intervenció arqueològica inscrita en el marc del projecte d'investigació Estudi arqueològic de Toudel en època medieval, que plantejava aportar noves dades sobre la història de Toudell. L'excavació arqueològica va consistir en la neteja superficial dels murs del sector de ponent i en l'excavació en extensió del de llevant. Al sector de ponent, que té forma triangular, la neteja de la capa vegetal va deixar al descobert el potent enderroc de la torre del castell de Toudell.